# Canada (Nieuw-Frankrijk)

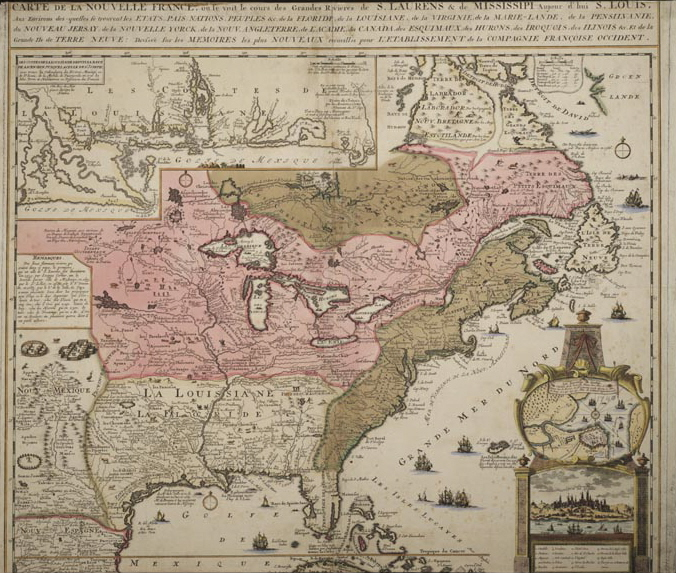
Kaart van Nieuw-Frankrijk in 1748. De kolonie Canada is weergegeven in rose.

Canada was een van de vijf koloniën die samen Nieuw-Frankrijk vormden. Het besloeg gebieden in het westen van de moderne staat Canada en in het noorden van de Verenigde Staten.
Nadat Samuel de Champlain in 1608 de stad Quebec had gesticht, werd de kolonie Canada snel het dichtst bevolkte deel van Nieuw-Frankrijk. Na Quebec werden de latere steden Trois-Rivières (1634), Montreal (1642) en Detroit (1701) gesticht.

Bij de Vrede van Parijs (1763) werd de kolonie Canada door Frankrijk afgestaan aan Groot-Brittannië, nadat in 1759 de stad Quebec door de Britten was veroverd, en in 1760 ook Montreal.